# 格纹胡桃蛤
格纹胡桃蛤（学名：Nucula nimbosa），是弯锦蛤目银锦蛤科银锦蛤属的一种。主要分布于中国大陆，常栖息在水深1655米。